# Otto von Büren

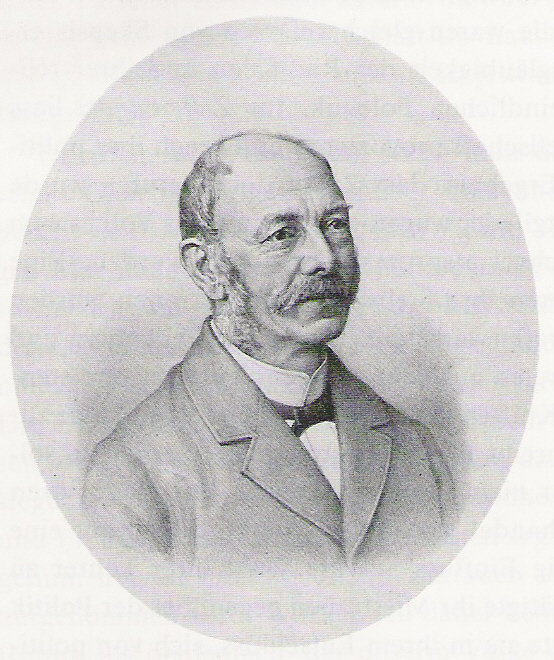
Otto von Büren

Rudolf Otto von Büren (* 19. September 1822 in Bern; † 25. Dezember 1888 ebenda; heimatberechtigt in Bern) war ein Schweizer Politiker aus der Familie von Büren.

## Leben
Von Büren war 1864 bis 1887 Stadtpräsident von Bern, und 1864 bis 1884 gehörte er dem schweizerischen Nationalrat an. Neben seiner Tätigkeit in der Burgergemeinde Bern engagierte er sich besonders für die städtische Gas- und Wasserversorgung. Politisch war er konservativ und lehnte die Kulturkampfpolitik der liberalen Kantonsregierung ab. Kirchlich vertrat er als führendes Mitglied der Evangelischen Gesellschaft innerhalb der Reformierten Landeskirche den Pietismus und engagierte sich für die Evangelische Allianz.